# (12627) Maryedwards
(12627) Maryedwards ist ein Asteroid des Hauptgürtels, der am 25. März 1971 von dem niederländischen Astronomenehepaar Cornelis Johannes van Houten und Ingrid van Houten-Groeneveld entdeckt wurde. Die Entdeckung geschah im Rahmen der Ersten Trojanerdurchmusterung, bei der von Tom Gehrels mit dem 120-cm-Oschin-Schmidt-Teleskop des Palomar-Observatoriums aufgenommene Feldplatten an der Universität Leiden durchmustert wurden.
Der Asteroid wurde am 9. April 2009 nach der Astronomin Mary Edwards (um 1750–1815) benannt, die als einzige Frau unter anderen Rechnern für die Berechnung des Nautical Almanac unter Oberaufsicht des Royal Astronomer Nevil Maskelyne bezahlt wurde. Sie erledigte rund die Hälfte der gesamten Rechenarbeit für den Almanach.